# Солунски университет
Солунският университет „Аристотел“ (на гръцки: Αριστοτέλειο Πανεπιστήμιο Θεσσαλονίκης) е университет в град Солун, Гърция. Член е на университетското обединение Утрехтска мрежа. Той е най-големият по брой студенти на Балканите. В него се обучават около 95 000 студенти: около 86 000 на бакалавърско и 9000 на следващо ниво, работят 2248 професори и други преподаватели, както и още 1028 души административен персонал.
Обучението се провежда на гръцки език, но има и програми за чуждестранни студенти и курсове, които са на английски, френски, немски и италиански. Има 12 факултета. Корпусът му е 230 000 m2.
Основан е в 1925 година, което го прави исторически втория университет в Гърция след Атинския университет. В 1926 година новосъздаденият Солунски университет за известно време се помещава в известната Вила „Алатини“. Част от университета днес се помещава в бившия хотел „Мегали Вретания“.